# DIRECT (ZIP-FMのラジオ番組)
『DIRECT』（ダイレクト）は、2015年4月3日からZIP-FMで放送されているラジオ番組。

## 概要
BANTY FOOTのJUNがナビゲーターを務めているレゲエミュージック専門の音楽番組。BANTY FOOTとZIP-FMが2015年から行っている、ラジオ番組・野外フェス・音楽制作の一体化プロジェクト『DIRECT』の一翼を担うコンテンツである。
放送開始から5年後の2020年4月、番組は『DIRECT and SPORTS』（ダイレクト・アンド・スポーツ）と改題リニューアルした。以後はレゲエミュージックに加え、地元東海エリアのスポーツ選手たちについても取り上げる複合的な番組となっている。
それから5年後の2025年4月、番組はタイトルを『DIRECT』に戻した。

## 放送時間
以下の時間は日本標準時に基づく。
- 金曜 23:00 - 土曜 1:00（2015年4月3日 - 2016年9月30日）
- 土曜 0:00 - 1:00（2016年10月8日 - 2017年4月1日）
- 金曜 23:30 - 土曜 1:00（2017年4月7日 - 2017年6月30日）
- 土曜 0:00 - 1:00（2017年7月8日 - 2019年11月30日）
- 金曜 23:30 - 土曜 1:00（2019年12月6日 - 2020年3月27日）
- 金曜 21:00 - 23:00（2020年4月3日 - ）